# Долорес Ортега
Долорес Ортега (на испански: Dolores Ortega) е мексиканска сценаристка и литературен редактор на теленовели. Реализира кариерата си в компания Телевиса.

## Творчество

### Адаптации
- Първа част на Мечти и бонбони (2005) с Лурдес Бариос, оригинал от Абел Санта Крус
- Втора част на Момчето, което дойде от морето (1999) с Лурдес Бариос и Хеорхина Тиноко, оригинал от Олга Руилопес
- Есмералда (1997) с Хеорхина Тиноко и Лус Орлин, оригинал от Делия Фиайо
- Лус Кларита (1996/97) с Вивиана Пимщейн, Селия Алонсо, Лусия Камперо и Алехандро Ориве, оригинал от Абел Санта Крус
- Затворничка на любовта (1994) с Карлос Ромеро, Кари Фахер и Валерия Филипс, оригинал от Инес Родена

### Литературни редакции
- Първа част на В диви земи (2017) версия от Лиляна Абуд, адаптация от Катя Родригес и Виктория Орванянос
- Път към съдбата (2016) адаптация от Мария Антониета „Калу“ Гутиерес
- Котката (2014) адаптация от Мария Антониета „Калу“ Гутиерес
- Бурята (2013) адаптация от Лиляна Абуд
- Каква красива любов (2012/13) адаптация от Рикардо Фиайега
- Втора част на Убежище за любовта (2012) с Оливия Рейес, адаптация от Хеорхина Тиноко и Нора Алеман
- Триумф на любовта (2010/11) адаптация от Лиляна Абуд и Рикардо Фиайега
- Непокорно сърце (2009/10) версия от Лиляна Абуд, адаптация от Рикардо Фиайега
- Огън в кръвта (2008) адаптация от Лиляна Абуд
- Свят на хищници (2006) адаптация от Лиляна Абуд
- Девствената съпруга (2005) с Хуан Карлос Техеда, адаптация от Лиляна Абуд
- Мащехата: след години (2005) адаптация от Лиляна Абуд и Маурисио Аридхис
- Мащехата (2005) адаптация от Лиляна Абуд
- Тъмна орис (2003/04) адаптация от Лиляна Абуд
- Любов и омраза (2002) адаптация от Лиляна Абуд, Хайме Гарсия Естрада и Орландо Мерино
- Прегърни ме много силно (2000/01) адаптация от Рене Муньос и Лиляна Абуд
- Росалинда (1999) адаптация от Карлос Ромеро, либрето от Карлос Ромеро, Кари Фахер и Лиляна Абуд
- Отвъд... узурпаторката (1998) либрето от Алберто Гомес
- Узурпаторката (1998) адаптация от Карлос Ромеро
- La sombra del otro (1996) с Исабел Сориано; адаптация от Карлос Олмос и Енрике Серна
- Мария Хосе (1995) с Рикардо Техеда, адаптация от Габриела Ортигоса
- Първа част на Мария Мерседес (1992) с Мария Луиса Солис, адаптация от Карлос Ромеро
- Carrusel de las Américas (1992) с Мария де Хесус Ареяно, адаптация от Карлос Ромеро и Хорхе Нуниес
- La pícara soñadora (1991) адаптация от Вероника Пимщейн
- Да докоснеш звезда (1990) адаптация от Габриела Ортигоса
- Първа част на Моя малка Соледад (1990) с Росарио Велисия, адаптация от Мариса Гаридо и Рене Муньос
- Въртележка (1989/90) с Вероника Пимщейн, Габриела Ортигоса и Лурдес Бариос, адаптация от Клаудия Естер О'Брайън и Лей Кинтана
- Дивата Роза (1987/88) с Габриела Ортигоса, адаптация от Карлос Ромеро
- Опърничавата (1987) адаптация от Карлос Ромеро
- Да живееш по малко (1985/86) адаптация от Карлос Ромеро
- Втора част на Домът, който откраднах (1981) либрето от Карлос Ромеро, адаптация от Валерия Филипс